# Johan Melin
Pour les articles homonymes, voir Melin.
Johan Melin né en 1979 à Herrljunga, en Suède, est un réalisateur, scénariste et producteur suédois.

## Filmographie

### Réalisateur
- 2000 : Dog Is Watching

### Scénariste
- 2003 : The Fighter

### Réalisateur et scénariste
- 2005 : Steppeulve
- 2008 : Preludium
- 2009 : Profetia

### Réalisateur, scénariste et producteur
- 2003 : Köftbögen
- 2013 : Rodion Raskolnikov

### Acteur
- 2013 : Retrograde